# Wie wir waren
Wie wir waren ist ein Lied der deutschen Pop-Rock-Band Unheilig, in Kooperation mit dem deutschen Popsänger Andreas Bourani. Das Stück ist die dritte Singleauskopplung aus ihrem siebten Studioalbum Lichter der Stadt.

## Entstehung und Artwork
Geschrieben wurde das Lied von Andreas Bourani, dem Grafen und Roland Spremberg. Letzterer produzierte und mischte das Stück im Studio 439. Gemastert wurde das Lied von TrueBusyness Mastering in Berlin, unter der Leitung von Sascha Bühren. Das Lied wurde unter den Musiklabels Vertigo Records und Universal Music Group veröffentlicht und durch BMG Rights Management, Edition HVMP, Fansation Musikverlag und Universal Music Publishing. Auf dem schwarz-weiß gehaltenen Cover der Maxi-Single ist – neben Künstlernamen und Liedtitel – Der Graf, vor einer Brücke stehend, zu sehen. Das Bild wurde von Erik Weiss geschossen.

## Veröffentlichung und Promotion
Die Erstveröffentlichung von Wie wir waren erfolgte am 31. Oktober 2012 in Deutschland, Österreich und der Schweiz. Die physische Maxi-Single ist als 2-Track-Single, mit dem Lied Lichter der Stadt (live bei den NRW Lokalradios) als B-Seite, erhältlich. Die digitale Maxi-Single ist um die zweite B-Seite Ein guter Weg (Live bei den NRW Lokalradios) erweitert.

## Inhalt
Der Liedtext zu Wie wir waren ist in deutscher Sprache verfasst. Die Musik wurde gemeinsam vom Grafen und Roland Spremberg und der Text gemeinsam vom Grafen und Andreas Bourani verfasst. Musikalisch bewegt sich der Song im Bereich der Popmusik. In der ersten Strophe beginnt der Graf und Bourani steigt inmitten dieser ein. In der zweiten Strophe passiert es genau entgegensetzt. Der Refrain wird von beiden gesungen.

„(So wie wir) so wie wir waren.

(Frei wie wir) so will ich sein.

(So wie wir) so wie wir waren.

Unsere Träume sind noch gleich.“

Nach Angaben von hr3 lernte „der Graf“ Bourani bei der Echoverleihung 2011 kennen und fragte ihn spontan, ob er nicht Lust auf eine Zusammenarbeit hätte: „Ich hab ihm das Lied Wie wir waren zugeschickt und da konnte er sich auch sofort mit identifizieren“. Letztendlich sei das Lied „durch ihn gewachsen“. Die Pop-Ballade „über zwei Freunde aus Kindheitstagen“ entstand in einem Kölner Studio an knapp einem Tag und soll nach Angaben des Plattenlabels eine „Ode an die Freundschaft“ darstellen.

## Musikvideo
Das offizielle Musikvideo zu Wie wir waren hatte am 21. August 2012 auf der Website von Unheilig Premiere. Am Anfang des Clips, der eine Hommage an den US-Film Stand by Me – Das Geheimnis eines Sommers darstellen soll, sieht man Unheilig und Andreas Bourani – getrennt voneinander – auf einem Feldweg laufen sowie vier Kinder, die eine Frau beobachten. Eines der Kinder läuft zu dieser hin und überbringt ihr etwas zu trinken, wofür es zum Dank einen Kuss erhält. Anschließend laufen die Jungen weiter und verstecken zwischen Holzscheiten eine mit Karten gefüllte Kiste. Danach baden sie in einem See und wärmen sich an einem Lagerfeuer wieder auf. Ein Bus kommt und holt eins der vier Kinder ab. Nach wenigen Metern entscheidet sich der Junge jedoch anders, lässt seinen Koffer fallen und rennt zurück zu seinen Freunden. Am Schluss rennen die vier Kinder, welche fiktive Personen aus den 1950er/1960er-Jahren darstellen, davon. Bourani und der Graf treffen sich schließlich an einer Kreuzung. Die Gesamtlänge des Videos ist 3:45 Minuten. Regie führte Markus Gerwinat.

## Mitwirkende
| Liedproduktion - Andreas Bourani: Gesang, Liedtexter - Sascha Bühren: Mastering - Der Graf: Gesang, Komponist, Liedtexter - Roland Spremberg: Abmischung, Komponist, Musikproduzent Artwork - Markus Gerwinat: Regisseur (Musikvideo) - Erik Weiss: Fotograf (Cover) | Unternehmen - BMG Rights Management: Verlag - Edition HVMP: Verlag - Fansation Musikverlag: Verlag - Studio 439: Abmischung, Produktion - TrueBusyness Mastering: Mastering - Universal Music Group: Musiklabel - Universal Music Publishing: Verlag - Vertigo Records: Musiklabel |

## Rezeption

### Rezensionen
Das Musikmagazin laut.de rezeptierte: „Bourani und der Graf outen sich in Wie wir waren als Brüder und graben in ihren Erinnerungen, nur um festzustellen, dass ihre Träume und Wünsche noch nicht erfüllt sind.“ Seine Kooperationen mit Xavier Naidoo und Andreas Bourani würden „Unheiligs Massentauglichkeit“ noch unterstreichen.

### Chartplatzierungen
Wie wir waren erreichte in Deutschland Position 32 der Singlecharts und konnte sich insgesamt acht Wochen in den Charts halten. In Österreich erreichte die Single in einer Chartwoche Position 60 der Charts.
Für Unheilig ist dies der achte Charterfolg in den deutschen Single-Charts, sowie der sechste in Österreich. Für Bourani als Autor und Interpret ist dies der dritte Charterfolg in den deutschen Single-Charts, sowie der zweite in Österreich.